# Callia divisa
Callia divisa är en skalbaggsart som beskrevs av Maria Helena M. Galileo och Martins 2002. Callia divisa ingår i släktet Callia och familjen långhorningar. Inga underarter finns listade.